# Nijō Atsumoto
Nijō Atsumoto, 2e duc Nijō (二条 厚基) (14 juin 1883 - 11 septembre 1927) est un homme politique japonais membre de la Chambre des pairs du Japon durant l'ère Taishō (1912-1926). Atsumoto est le fils de Nijō Motohiro. Il adopte Nijō Tamemoto, le fils de Nijō Masamaro.

## Source de la traduction
- (en) Cet article est partiellement ou en totalité issu de l’article de Wikipédia en anglais intitulé « Nijō Atsumoto » (voir la liste des auteurs).